# 負けないで
「負けないで」（まけないで）は、ZARDの6作目のシングル。1993年1月27日発売。

## 概要

### 制作
前作「IN MY ARMS TONIGHT」から約4か月を置いてのシングル。当初はB-Gram RECORDS第1弾作品として発売される予定だったが、b.gramとの契約関係の都合により、8cm CDとカセットテープの2形態で発売された。そのため、規格品番「BGDH-1001」は欠番になっている。現行盤の規格品番「BGDH-1031」はB-Gram RECORDS設立後の1994年1月1日に発売権が移管された上で再発売されている。2020年2月10日には、デビュー30周年を記念して8cmシングルが全てマキシ化されることに伴い、本作も最新リマスタリングの上再発された。
作曲は2作ぶりに織田哲郎が手掛けた。1992年10月にはデモテープが坂井泉水の元に届けられていた。クレジット表記はされていないが大黒摩季がコーラスで参加していることが、坂井逝去後に明かされている。元々は織田哲郎のアルバム用の楽曲だったが、坂井の詩をつけて歌ってみたところ非常に好評でシングル化された。織田の曲は特にイメージや設定もなく、自然に出てきたメロディーだったが、坂井の歌詞がはまった瞬間、プロデューサーの長戸大幸は「これは売れる！」と確信したという。
坂井はレコーディング中に”最後まであきらめないで”から”最後まで走り抜けて”と歌詞を書き換えている。ディレクターの寺尾広は「このメロディーはこの言葉を言っている。そうとしか聞こえない」という話を坂井から聞いた。どこまで本当の話か尋ねてみると、微笑みと共に「秘密です」と返されたという。
坂井はこの楽曲について「当時、何作かずっと恋愛の詞ばかり書いていたので、今度は違うタイプの詞も書きたいなと思っていた矢先でしたので、このテンポ感のある曲を聞いたときに"応援歌っぽいな"ってすぐにイメージが湧いてきて一気に書き上げました。いつものシングルに比べてすごく自分でも楽しみながら書けた一曲です。」と語っている。
発売当初はジャケットの静止画を繋ぎ合わせたショートクリップのみしか制作されていなかったが、坂井没後に発売当時に日本青年館で撮影されていたミュージック・ビデオが2011年の追悼ライブ『What a beautiful memory 〜forever you〜』で初公開された。
2019年4月にNHK BSにて放送された「ZARDよ永遠なれ 坂井泉水の歌はこう生まれた」の番組内で1999年にレコーディングされた「負けないで」の英語歌詞バージョンのデモテープ音源が存在していることが明かされサビの一部のみ音源公開されたが、フルではお蔵入りとなっている。
2022年3月にFM滋賀にて放送された「OLDIES GOODIES」にプロデューサーの長戸が出演した際に、本曲のカラオケを仮段階として小松未歩の『チャンス』を、小松本人によるデモ音源が公開された。
初回出荷分とそれ以降でミックスが異なるものが収録されており、｢負けないで｣はドラムが大きく異なっている。またカップリングの｢Stray Love｣や、それぞれのオリジナルカラオケも初回出荷分はミックスが異なる。

### 評価
オリコンの週間チャートで初登場2位、その後もトップ3を維持して、4週目で首位を獲得した。また、初登場から10週連続トップ10入りを記録している。年間チャート6位を記録したZARD最大売上のシングルかつ、初のミリオンを突破したシングルであり、大ブレイクのきっかけとなった。
1994年のJASRAC賞で銅賞を獲得している。
2005年のNHK総合『第56回NHK紅白歌合戦』の出場者選考の参考アンケートとしてNHKが実施した『スキウタ〜紅白みんなでアンケート〜』にて紅組15位を獲得した。
2021年、ミュージックステーションの「頑張る日本を応援してくれる元気ソング2021」で第1位となった。

### ミュージックステーションへのテレビ出演
前作、前々作に引き続きテレビ朝日系列音楽番組『ミュージックステーション』に出演し披露した。なお、「負けないで」がテレビ歌唱されたのはこの1回きりであり、これ以降ZARDはテレビ出演をしないスタイルを取ったため、これがZARD最後の歌唱番組出演となった。タイアップ先のドラマで放送されたバージョンと、今作に収録されているシングルバージョンでイントロとアウトロのミックスが異なっている。なお、TVバージョンのフェイドアウトしないアウトロは『ミュージックステーション』での披露で使用された。その出演映像はZARD BEST The Single Collection〜軌跡〜の第二次購入特典の showreel ver.1~3 に収録された。
2015年9月23日に放送された30周年記念特番『30年目突入! 史上初の10時間SP MUSIC STATION ウルトラFES』では、ハリウッドの協力を得てHDリマスター処理が施された1993年2月5日放送回の映像で放送された。また、2019年2月1日に放送された『テレビ朝日開局60周年記念 ミュージックステーション3時間スペシャル』では、上述のHDリマスター処理が施された映像を元にハリウッドの最新技術を駆使し、生前の坂井の歌唱映像と、倉木麻衣による仮想デュエットが披露された。

## メディアでの使用
- 日本テレビ系列『24時間テレビ 「愛は地球を救う」』内のチャリティーマラソン[注 3]では、第16回（1993年）から出場者のゴール直前に出演者で合唱することが定番となっている（1993年 - 1997年、1999年、2003年 - 2023年）[8]。生前、坂井は『24時間テレビ』内で本曲が大合唱される模様を視聴しており、「（本曲を）毎年『24時間テレビ』で流して頂いて、それをテレビなどで目にする度に嬉しく、自分の歌でありながらそうではないような気持ちになります」とコメントしていた[9]。第41回（2018年）の『24時間テレビ』ではオープニングでも歌唱されている[10]。
- 1994年春に開催の『第66回選抜高等学校野球大会』では、開会式において入場行進曲に採用された[11]。また日本の高校野球を筆頭に、シングル発売から30年以上経過した現在も、応援歌として定番の楽曲と成っている[12]。
- 2010年には2010年バンクーバーオリンピックに因んだNTTドコモのCM『応援 in バンクーバー篇』のCMソングに起用された[13]。
- 2014年12月23日から神奈川県秦野市の市制60周年記念事業の一環として、小田急小田原線・渋沢駅にて上り線の接近メロディに使用されている[14][注 4]。
- 2019年4月20日にNHK BSプレミアムにて放送された特番「ZARDよ永遠なれ 坂井泉水の歌はこう生まれた」では、「負けないで」の英語歌唱バージョンがレコーディングされている事が明らかにされ、その音源の一部が当時のレコーディングされたカセットテープ再生にて披露されている(ラベルに「BEST用英語Vo」と記載されていた）[15]。
- 2017年4月頃から群馬県太田市の東武伊勢崎線・太田駅にて上り線の信号開通メロディとして使用されている。

## 収録曲
1. 負けないで [3:49]
作詞：坂井泉水
作曲：織田哲郎
編曲：葉山たけし
2. Stray Love [4:03]
作詞：坂井泉水
作曲：川島だりあ
編曲：明石昌夫
表題曲同様、ミュージック・ビデオは日本青年館で撮影された。長らく歌唱映像の存在も明かされず、映像化には至っていなかったが、『ZARD MUSIC VIDEO COLLECTION 〜25th ANNIVERSARY〜』で初収録された。
3. 負けないで (オリジナル・カラオケ) [3:49]
4. Stray Love (オリジナル・カラオケ) [4:01]

## 参加ミュージシャン
ZARD
- 坂井泉水：Vocal (#1,2)

Additional Musician
- 大黒摩季：Guest Chorus (#1,3)
- 栗林誠一郎：Guest Chorus (#1,3)
- 生沢佑一：Guest Chorus (#1,3)

## 楽曲の収録アルバム
- 揺れる想い (#1)
- 時間の翼 (#1 Gomi's 10th Anniversary Special Mix)
- ZARD BEST The Single Collection〜軌跡〜 (#1)
- ZARD Cruising & Live 〜限定盤ライヴCD〜 (#1Live ver.)
- ZARD BLEND II〜LEAF & SNOW〜 (#2)
- Golden Best 〜15th Anniversary〜 (#1)
- ZARD Request Best 〜beautiful memory〜 (#1 '07 Live Ver.)
- ZARD SINGLE COLLECTION 〜20th ANNIVERSARY〜 (#1,2)
- ZARD Forever Best 〜25th Anniversary〜 (#1)
- It's TV SHOW!! (#1)
- COUNTDOWN BEING (#1)
- キミが好きだと叫びたい 〜Love & Yell〜 (#1)

## カバーしたアーティスト
| 曲名       | アーティスト                                                                           | 収録作品                                                                   | 発売日         | 備考                                                             |
| ---------- | -------------------------------------------------------------------------------------- | -------------------------------------------------------------------------- | -------------- | ---------------------------------------------------------------- |
| 負けないで | ヴォンダ・シェパード                                                                   | 『フラッシュバック 〜ミリオン・ヒッツ・カバー・オン・TV〜』                | 2003年1月16日  | 英語詞でカバーした。                                             |
| 負けないで | 織田哲郎                                                                               | 『MELODIES』                                                               | 2006年9月20日  | セルフカバー。 オーケストラを意識した仕上がりになっている。      |
| 負けないで | 森下玲可                                                                               | 『Romantic Woman Trance 〜あゝ無情〜』                                     | 2006年11月22日 | 様々なアーティストのカバーを収録したコンピレーション・アルバム。 |
| 負けないで | 泉こなた（平野綾）、柊かがみ（加藤英美里）、柊つかさ（福原香織）、高良みゆき（遠藤綾） | 『TVアニメ『らき☆すた』エンディングテーマ集 〜ある日のカラオケボックス〜』 | 2007年7月11日  | テレビアニメ『らき☆すた』第12話のエンディングテーマ。            |
| 負けないで | Meena                                                                                  | 『I LOVE J-POP NONSTOP MIXED BY ITO YAMATO』                               | 2012年10月24日 | 様々なアーティストのカバーを収録したコンピレーション・アルバム。 |
| 負けないで | 倉木麻衣                                                                               | 『Let's GOAL! 〜薔薇色の人生〜』                                           | 2019年8月14日  |                                                                  |
| 負けないで | SARD UNDERGROUND                                                                       | 『ZARD tribute』                                                           | 2019年9月18日  |                                                                  |

## その他のカバー
- 夏川りみ